# مریان (داکوتای جنوبی)
مریان(به انگلیسی: Marion) شهری در ایالت داکوتای جنوبی کشور ایالات متحده آمریکا است که جمعیت آن در سرشماری سال ۲۰۱۰ میلادی، ۷۸۴ نفر بوده‌است.